# Tanque Verde, Arizona
Tanque Verde, Arizona (енгл. Tanque Verde) насељено је место без административног статуса у америчкој савезној држави Аризона.

## Демографија
По попису из 2010. године број становника је 16.901, што је 706 (4,4%) становника више него 2000. године.
| Група             | 2000.          | 2010.          |
| Белци             | 14.463 (89,3%) | 14.426 (85,4%) |
| Афроамериканци    | 113 (0,7%)     | 152 (0,9%)     |
| Азијати           | 211 (1,3%)     | 276 (1,6%)     |
| Хиспаноамериканци | 1.180 (7,3%)   | 1.619 (9,6%)   |
| Укупно            | 16.195         | 16.901         |